# Uwe Volkmann
Uwe Volkmann (* 31. Dezember 1960 in Lünen) ist ein deutscher Rechtswissenschaftler und Hochschullehrer.

## Leben und Wirken
Volkmann studierte von 1981 bis 1987 Rechtswissenschaft an der Universität Marburg und war nach Bestehen des zweiten Staatsexamens im Jahr 1990 zunächst als Rechtsanwalt tätig. 1992 wurde er in Marburg mit der Arbeit Politische Parteien und öffentliche Leistungen promoviert. Von 1994 bis 1997 war er als wissenschaftlicher Assistent bei Werner Frotscher in Marburg tätig, bei dem auch 1997 seine Habilitation mit der Schrift Solidarität – Programm und Prinzip der Verfassung erfolgte.
Ab 1999 war er Professor an der Universität Mainz; 2001 übernahm er dort, in der Nachfolge von Norbert Hoerster, den Lehrstuhl für Rechtsphilosophie und Öffentliches Recht. Zum 1. April 2015 wechselte er an die Universität Frankfurt am Main, wo er die Professur für Öffentliches Recht und Rechtsphilosophie übernahm.
Die Forschungsschwerpunkte liegen in der Verfassungstheorie, der Zuordnung von Individuum und Gemeinschaft, der Grundrechte, der Demokratietheorie, dem Parteienrecht und dem Recht der Inneren Sicherheit.
Volkmann ist verheiratet und Vater eines Kindes.

## Schriften (Auswahl)
- Politische Parteien und öffentliche Leistungen (= Schriften zum öffentlichen Recht. Band 640). Duncker & Humblot, Berlin 1993, ISBN 3-428-07762-8 (Dissertation, Universität Marburg, 1992).
- Solidarität – Programm und Prinzip der Verfassung. Mohr Siebeck, Tübingen 1998, ISBN 3-16-147026-5 (Habilitationsschrift, Universität Marburg, 1997).
- mit Gabriele Britz: Tarifautonomie in Deutschland und Europa. Grundlagen, Krisensymptome, Perspektiven. Mohr Siebeck, Tübingen 2003, ISBN 3-16-148022-8.
- Darf der Staat seine Bürger erziehen? Nomos, Baden-Baden 2012, ISBN 978-3-8329-7387-2.
- Grundzüge einer Verfassungslehre der Bundesrepublik Deutschland. Mohr Siebeck, Tübingen 2013, ISBN 978-3-16-152783-8.
- Rechtsphilosophie. Ein Studienbuch. C. H. Beck, München 2018, ISBN 978-3-406-72424-4.
- Hrsg. gemeinsam mit Klaus Günther: Freiheit oder Leben? Das Abwägungsproblem der Zukunft, Suhrkamp, Berlin 2022, ISBN 978-3-518-29987-6.